# Juan Melchor Carlos Inca
Juan Melchor Carlos Inca (Cuzco, 1592-Denia, 1630) fue un noble inca, descendiente de Huayna Cápac.

## Biografía
Era hijo ilegítimo de Melchor Carlos Inca y Catalina Quispe Sisa Chávez. Llevado a España, pronto imitó a su padre solicitando el ingreso a la Orden de Santiago. Su primera petición fue hecha en Madrid el 4 de diciembre de 1620, aunque el Consejo de Indias recién informó sobre ella el 27 de agosto de 1626. Finalmente se le concedió el hábito en 1627. Recibió otros honores y recompensas el 10 de mayo de 1629.
El 3 de diciembre de 1630, su viuda doña Jerónima Negrete, por la extrema necesidad en la que había quedado, pidió una merced de 800 pesos. En la petición consta que el Inca había fallecido hace poco en Denia, yendo a Barcelona con una compañía levantada en Segovia, para servir en Piamonte, como antes lo había hecho en Milán. Falleció sin descendencia